# Sindrome de duplicación 7q11.23
El síndrome de duplicación 7q11.23 también conocido como "dup7" es un trastorno genético caracterizado por problemas de comportamiento (tales como un trantorno del espectro autista o la ansiedad social), rasgos físicos característicos (como filtrum corto o cejas derechas), y anormalidades neurológicas.

## Signos y síntomas
Los síntomas más comunes suelen ser problemas arteriales y del corazón (como por ejemplo, una aorta más grande de lo normal), trastornos del comportamiento (tales como la ansiedad social, trastorno de déficit de atención con hiperactividad, discapacidades intelectuales, hipotonía generalizada, convulsiones (aunque este síntoma solo lo presentan el 20% de las personas con el síndrome, o 1 de cada 5), braquicefalia, anormalidades cerebrales y neurológicas dismorfismo facial,  malformaciones renales, y criptorquidia.

## Causas
Este síndrome es causado por una duplicación de 1.5-1.8 Mb de material en la región q11.23 (también llamada región crítica de síndrome de Williams-Beuren) en el cromosoma 7, esta región contiene aproximadamente 26 genes
Se cree que esta región contiene genes que pueden influenciar en habilidades visuoespacial y de compresión de lenguaje, los cuales son sensibles a cambios en su propia cantidad.
Solamente han sido registrados 59 casos en la literatura médica, de los cuales 46 son niños y 13 son adultos.
Se estima que la incidencia de este trastorno es de entre 1 de cada 15,000 y 1 de cada 20,000 personas.